# Felix Nieder

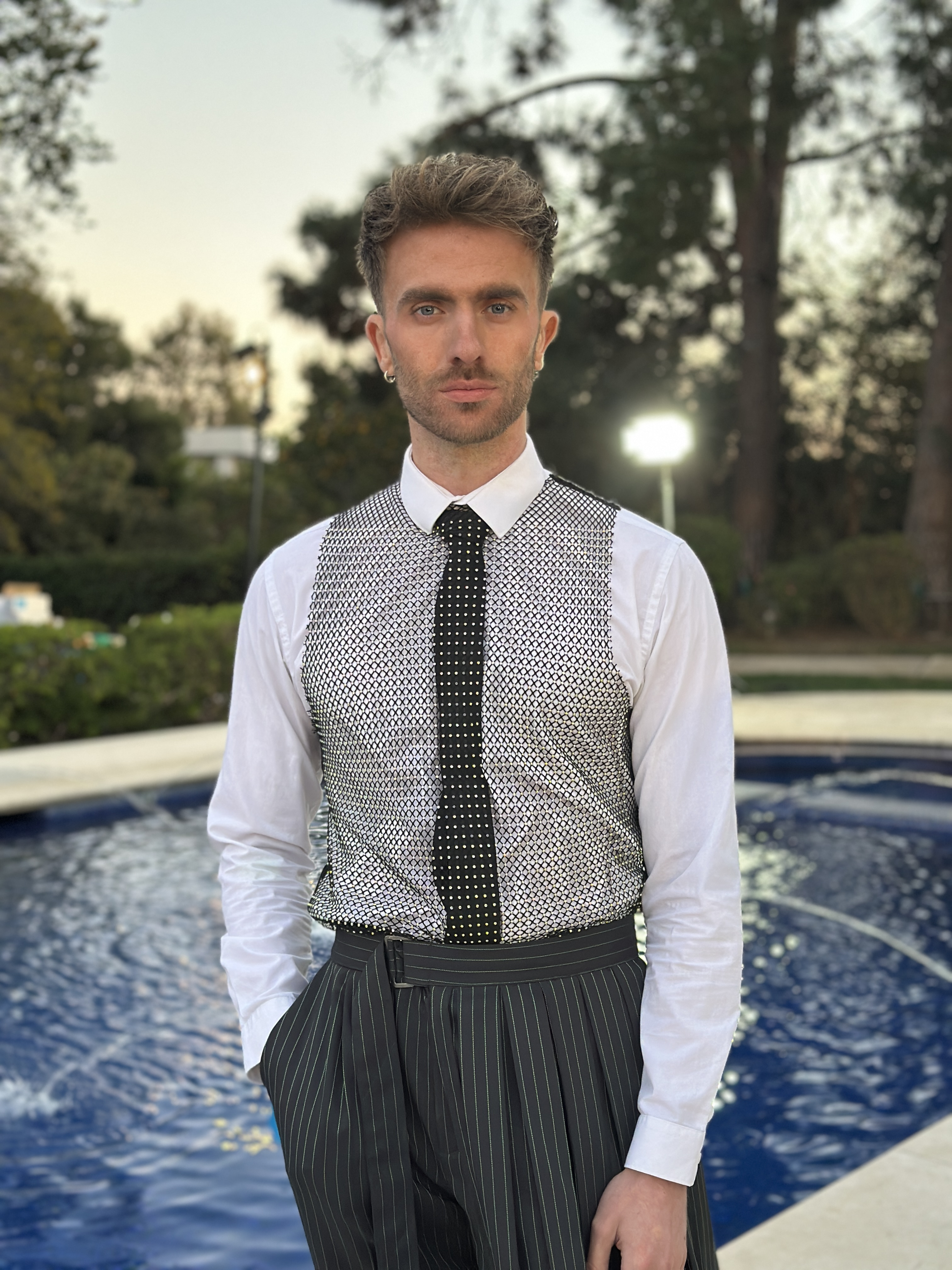
Felix Nieder bei den Vereinten Nationen für die Global Impact Awards in Bel Air 2024

Felix Nieder (* 29. Mai 1993 in Elmshorn) ist ein deutsches Model und Autor. Er wurde durch die Nominierung zum GQ Mann des Jahres 2021 bekannt und ist seit 2022 das meistgebuchte Männermodel in Deutschland.

## Leben

### Kindheit und Privatleben
Nieder wurde 1993 in Elmshorn geboren. 2013 absolvierte er in derselben Stadt am Elsa-Brändström-Gymnasium sein Abitur. 2014 begann er ein Jura-Studium an der Universität Hamburg. Nieder bekennt sich öffentlich zu seiner Homosexualität. Seine Oma Waltraud Bräuß gehört zu den erfolgreichsten TikTok Influencerinnen in ihrer Altersklasse in Deutschland.

### 2021–2022 Durchbruch als genderfluides Model
2021 wurde Nieder von der Männerzeitschrift GQ Germany als Mann des Jahres nominiert. Durch die Nominierung erlangte er erste größere Bekanntheit. Seitdem arbeitete er für Marken wie Dawid Tomaszewski, Otto, Kia, Lambertz und Uber. Weitere Aufmerksamkeit erreichte Nieder, als er während der Deutschen Fashion Week im Sommer 2022 in einem Brautrock von Dawid Tomaszewski über den Laufsteg lief und das Schild „Love is Love“ hochhielt. Mehrere große Medien bildeten ihn infolgedessen ab und diskutierten, ob auch Männer Frauenkleider tragen können. Fortan thematisierte er in der Öffentlichkeit kritische Themen wie Pink Washing und den genderfluiden Umgang mit Mode. Seit 2022 ist er das meistgebuchte Männermodel in Deutschland.

### Seit 2023: Buch: Als mein schwules Ich starb & internationale Erfolge

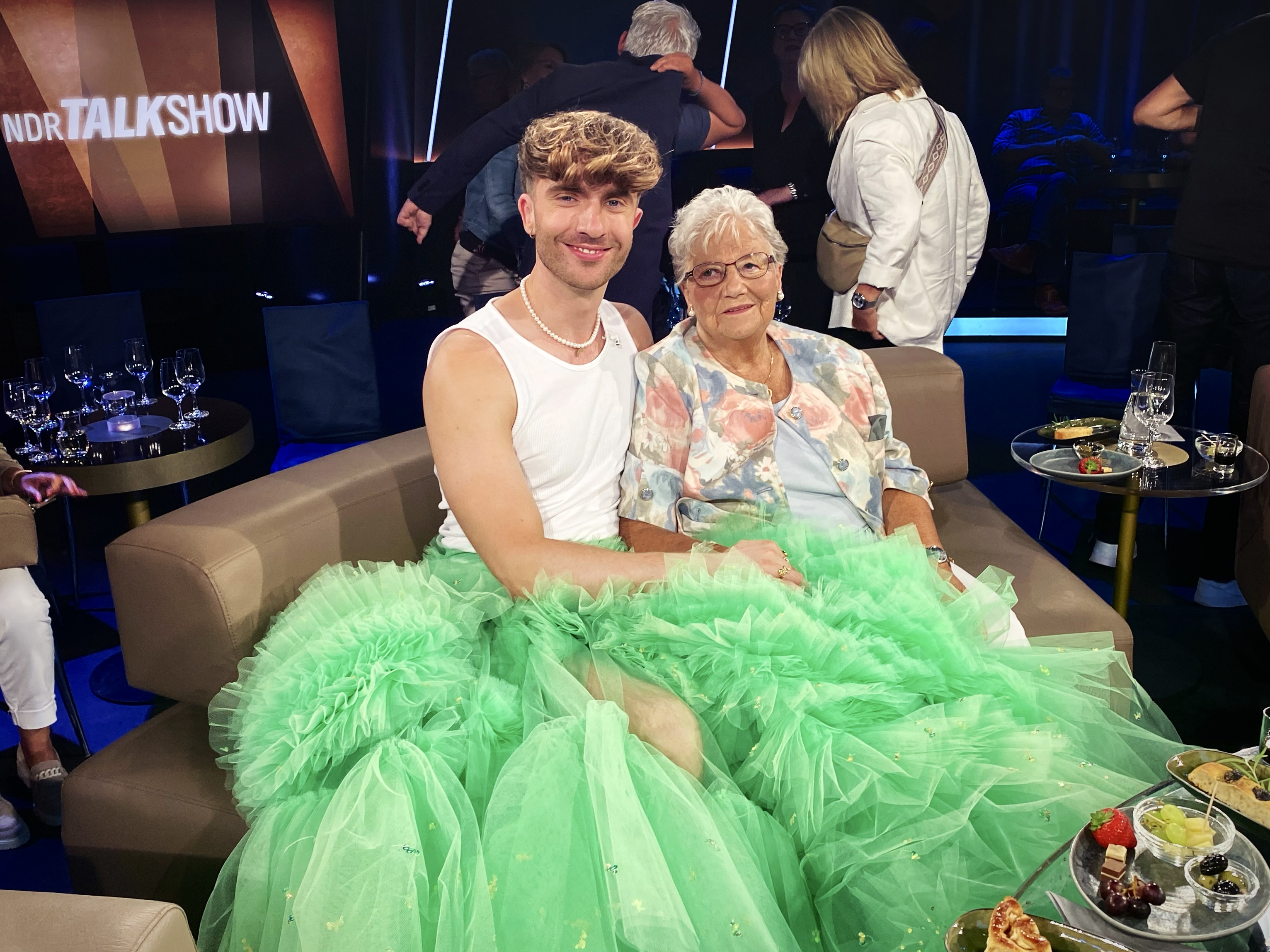
Nieder mit seiner Oma Waltraud bei der NDR Talkshow im August 2023

Es folgten im Februar 2023 Reportagen und Dokumentationen in der Sendung DAS! auf NDR sowie ARD über sein Leben, da er als Kind wegen seiner Homosexualität stark gemobbt wurde. Dort wurde er als das „Genderfluid-Model“ betitelt, da er sich fließend in der Mode zwischen den Geschlechtern bewegt. Das Produktionsteam ging mit ihm zurück an das Elsa-Brändström-Gymnasium, um den Ort des Geschehens zu porträtieren.
Am 2. August 2023 veröffentlichte Nieder seine Biografie und Lebensratgeber Als mein Schwules Ich starb: Die Wiedergeburt eines jungen Mannes in die queere Welt zwischen Homophobie, Outing und Pink Washing beim Komplett-Media Verlag. Darin verarbeitet er seinen Weg als homosexueller Mann und Missstände in der Modewelt. Seine Premiere fand am selben Tag in Hamburg vor prominenten Publikum statt und wurde medial begleitet. Er führte jahrelang ein Pseudo-Heteroleben und outete sich erst mit 23 Jahren. Im Spiegel berichtet Nieder: „Ich wollte nicht schwul sein. Ich verstellte mich und riss sogar meiner Arielle-Barbie den Kopf ab.“ Am nächsten Tag stellte er sein Buch in der Sendung MDR um 4 vor. Am 18.08. war Nieder erstmalig zusammen mit seiner Oma Waltraud zu Gast bei der NDR Talkshow und sie thematisierten ihre gemeinsame Beziehung zueinander und wie Homosexualität in der Gesellschaft besser integriert werden kann.
Am 29. Januar 2024 lief Nieder als eines der sechs prominenten Models bei der großen Comeback Show der Lambertz Monday Night vor 800 Gästen. Am 16. November war Nieder als Repräsentant für Genderfluidität und Queere Rechte bei den Global Impact Awards von den Vereinten Nationen in Los Angeles. Er äußerte sich besorgt um die Diskriminierung diverser Menschen und besonders um die Transfeindlichkeit in den USA. Am 20. Dezember erschien Nieder auf dem Cover des amerikanischen Magazins inspired nationalweit in den Vereinigten Staaten. Im Interview appellierte er: „Ich hoffe, dass die Vielfalt ein normaler und natürlicher Bestandteil der Branche wird und nicht nur ein Werbegag.“

## Soziales Engagement

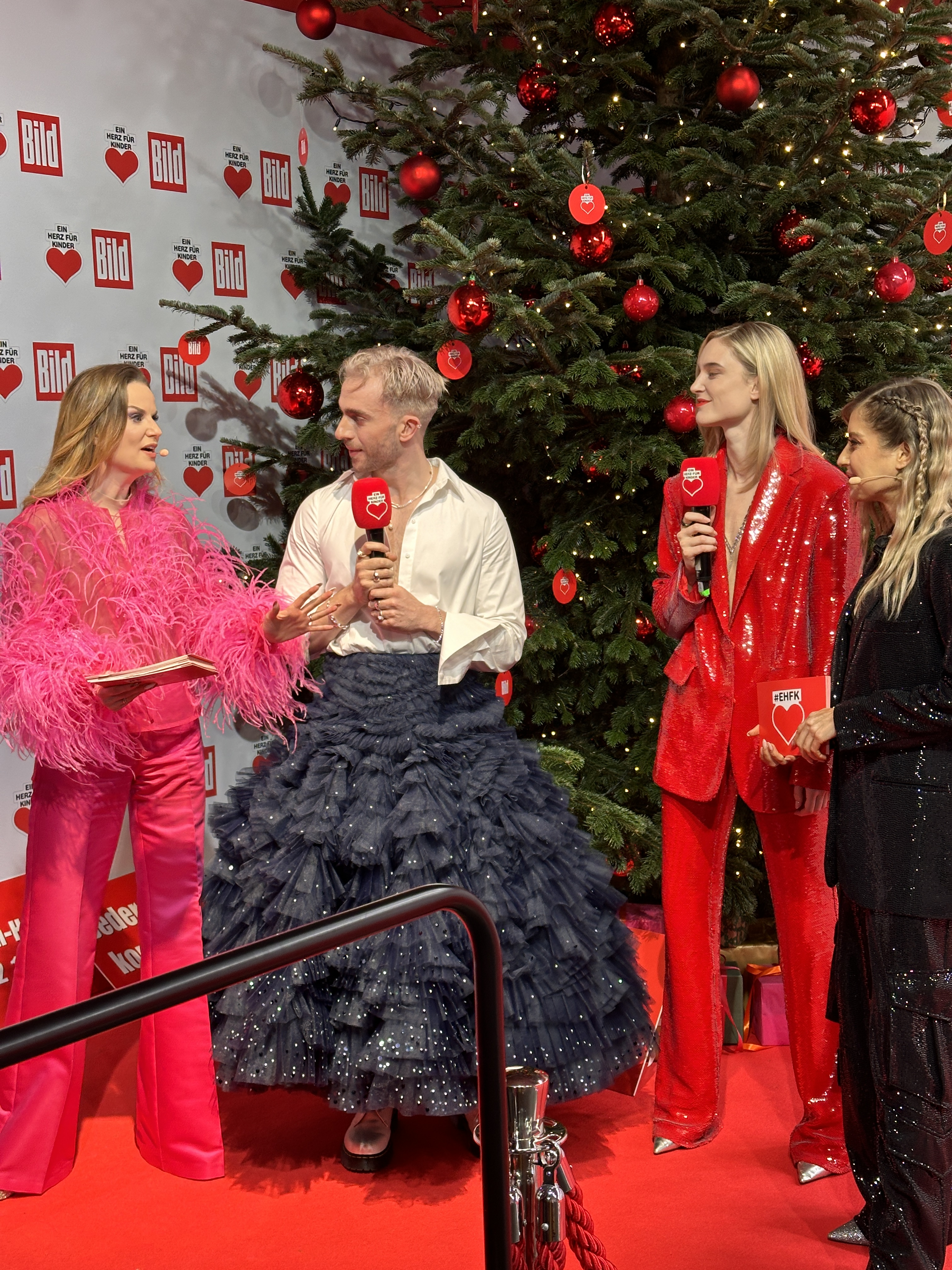
Nieder mit Kim Hnizdo und den Moderatorinnen Céline Behringer und Cathy Hummels bei ein Herz für Kinder im Dezember 2023

Nieder setzt sich seit Anfang 2023 in seiner Heimatstadt und in seinem Bundesland Schleswig-Holstein dafür ein in den Schulen mehr Gleichberechtigung zu fördern. Dazu lud er in Elmshorn die weiterführenden Schulen im selben Frühjahr zu einem Austausch ein, damit Projekttage zu dem Thema initiiert werden. Kurz darauf schaltete er Elmshorns Gleichstellungsbeauftragte ein, um auf politischen Wege auf die Schulen einwirken zu können. Er wurde sodann Schulpate seines alten Gymnasiums und erreichte somit mit einer Zielsetzung für mehr Diversität das Abzeichen für Schule ohne Rassismus. Im Oktober stellte er seine Pläne für ganz Schleswig-Holstein im Landtag in Kiel bei den Abgeordneten der CDU Birte Glißmann und Martin Balasus  vor.
Im Dezember engagierte er sich als einer von 80 prominenten Telefonisten bei ein Herz für Kinder im ZDF. Dabei nahm er zudem bei der Backstageshow von BILD teil und erklärte, er setze sich insbesondere für diverse Kinder ein und möchte mit seiner Aufklärungsarbeit eine freiere und tolerantere Zukunft für alle Menschen erreichen. Nieder fügte hinzu, aus Hass in den Schulen können sich rechte Gedanken entwickeln und sogar Morde resultieren. Er habe Sorge, dass sich die Geschehnisse aus der Vergangenheit wiederholen. Dabei bezog er sich auf Aussagen der jüdischen Holocaust-Überlebenden Margot Friedländer, die während der Sendung mit einem Ehrenpreis gekürt worden ist, dass aktuell wieder Kriege und Hass gegen einzelne Menschengruppen zunehmen. Er möchte eine Gegenbewegung für mehr Frieden schaffen.
Als Folge war Nieder im Februar 2024 im deutschen Bundestag und forderte eine Ergänzung des Artikel 3 des Grundgesetzes. Dieser soll so ergänzt werden, dass unstreitig sichergestellt ist, dass sowohl die sexuelle Identität als auch die geschlechtliche Identität unter dem vollumfänglichen Schutz des Grundgesetzes stehen. Hier sprach er vorrangig mit der Politikerin und Vorsitzenden der Bündnis 90 die Grünen Ricarda Lang. Begleitet und weltweit übertragen wurde das Gespräch durch die Deutsche Welle. Im November 2024 erschien ein Interview im Stern, wo sich Nieder abermals für die Änderung des Artikel 3 des Grundgesetzes aussprach mit der Begründung, dass sich der Rechtsruck im Land drastisch erhöht habe und so verhindert werden soll, dass Rechte LGBTQ+ Menschen genommen werden.

## Nominierungen
- 2021: GQ Mann des Jahres

## Fernsehauftritte
- 2023: NDR Talkshow (NDR Fernsehen, Talkshow)
- 2023: MDR um 4 (MDR Fernsehen, Talkshow)
- 2023: Studio 3 – Live aus Babelsberg (RBB Fernsehen, Talkshow)
- 2023: Volle Kanne (ZDF, Talkshow)
- 2023: Aspekte (ZDF, Fernsehsendung)
- 2023: Ein Herz für Kinder – Show (ZDF, Fernsehshow)